# Panaspis massaiensis
Panaspis massaiensis — вид сцинкоподібних ящірок родини сцинкових (Scincidae). Мешкає в Кенії і Танзанії. Раніше вважався конспецифічним з Panaspis wahlbergii.

## Опис
Panaspis maculicollis — невеликий сцинк, середня довжина якого (без врахування хвоста) становить 39 мм.

## Поширення і екологія
Panaspis maculicollis мешкають в центральній і південній Кенії та північній Танзанії. Вони живуть у вологих саванах, на висоті до 2000 м над рівнем моря.